# Języki uralskie
     języki fińskie
     języki ugryjskie
     języki samojedzkie
     Języki jukagirskie

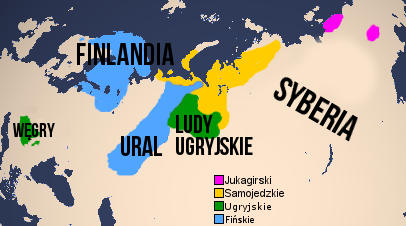
Rozmieszczenie geograficzne języków rodziny uralskiej:
języki fińskie
języki ugryjskie
języki samojedzkie
Języki jukagirskie

Języki uralskie – rodzina językowa, której językami posługuje się około 24 mln ludzi, zamieszkujących północną Eurazję i Nizinę Węgierską. Zalicza się do niej języki ugrofińskie i samojedzkie.

## Związki z innymi rodzinami
Języki uralskie bywają łączone z językami ałtajskimi w ligę uralo-ałtajską, dawniej uznawaną za rodzinę językową. Obecnie same języki ałtajskie nie są powszechnie uznawane za rodzinę.
Nowsze badania lingwistyczne wskazują na związek języków uralskich z językiem jukagirskim; dla potrzeb tej koncepcji tworzy się rodzinę uralsko-jukagirską. Michael Fortescue proponuje rodzinę uralo-syberyjską, która miałaby obejmować języki uralskie, jukagirskie i eskimo-aleuckie. Dowodem miałby być szereg podobieństw gramatycznych i leksykalnych, w tym homonimia niespokrewnionych wyrazów „tkać” i „poranek” w prajęzyku uralskim i eskimo-aleuckim.
Na podstawie analizy form zaimków osobowych snuje się hipotezy o pokrewieństwie rodziny uralskiej z rodziną indoeuropejską.
Rodzina uralska jest powszechnie włączana do hipotezy nostratycznej przez jej zwolenników.

## Kontrowersje
Większość specjalistów jest zdania, że języki uralskie są rodziną językową, wywodzącą się od wspólnego prajęzyka. Pojawiały się jednak opinie postulujące uznanie ich za ligę językową. Językoznawcy wysuwający taki postulat nie uznają pokrewieństwa języków samojedzkich z ugrofińskimi. Język jukagirski włączany jest do języków uralskich jedynie przez niektórych językoznawców.

## Klasyfikacja języków uralskich
WYKAZ JĘZYKÓW URALSKICH I ICH PRZODKÓW (na podstawie m.in. Ethnologue 2024 i Glottolog 5.1).
| Grupa Językowa       | Gałąź                      | Język                                                            | Kod ISO-3 | Kod Glottolog | Liczba użytkowników | Okres i region | Status               |
| -------------------- | -------------------------- | ---------------------------------------------------------------- | --------- | ------------- | ------------------- | --- | -------------------- |
|                      |                            | Prauralski                                                       | ---       | brak          | 0                   | w pobliżu Uralu lub gór Sajan, około 7000-2000 p.n.e.; z czasem język ten rozprzestrzenił się na północną Eurazję                           | Przodek              |
|                      |                            | Praugrofiński                                                    | ---       | brak          | 0                   | ok. 4000-2000 p.n.e. na obszarze rozciągającym się między Morzem Bałtyckim a górami Ural                                                    | Przodek              |
|                      |                            | Praugryjski                                                      | ---       | brak          | 0                   | od końca III tysiąclecia p.n.e. do pierwszej połowy I tysiąclecia p.n.e. na obszarze zachodniej Syberii, na wschód od południowych gór Ural | Przodek              |
|                      |                            | Prawęgierski                                                     | ---       | brak          | 0                   | ok. 1000 p.n.e. do IX wieku n.e. na obszarze zachodniej Syberii, na wschód od południowych gór Ural                                         | Przodek              |
| Węgierska            | Węgierska                  | Starowęgierski                                                   | ---       | oldh1242      | 0                   | od X do XVI w., Węgry | Wymarły              |
| Węgierska            | Węgierska                  | Średniowęgierski                                                 | ---       | brak          | 0                   | od XVI do XVIII w., Węgry | Wymarły              |
| Węgierska            | Węgierska                  | Węgierski (współczesny)                                          | hun       | hung1274      | ~14 mln             | od XVIII w. do dziś Węgry, Rumunia, Serbia                                                                                                  | Używany              |
|                      |                            | Praobskougryjski (prachantomansyjski)                            | ---       | brak          | 0                   | na obszarze zachodniej Syberii, na wschód od południowych gór Ural, od około 1000 p.n.e. do I tysiąclecia n.e.                              | Przodek              |
| Chantyjsko-Mansyjska | Chantyjska                 | Starochantyjski                                                  | ---       | brak          | 0                   | od I tysiąclecia n.e. do około XVIII w. na obszarze zachodniej Syberii                                                                      | Wymarły              |
| Chantyjsko-Mansyjska | Chantyjska                 | Chantyjski (ostiacki; odmiany: wschodnia, północna i południowa) | kca       | khan1279      | ~10 tys.            | od XVIII w. do dziś, głównie w Chanty-Mansyjskim Okręgu Autonomicznym, Rosja                                                                | Używany              |
| Chantyjsko-Mansyjska | Mansyjska                  | Staromansyjski                                                   | ---       | brak          | 0                   | od I tysiąclecia n.e. do około XVIII w. na obszarze zachodniej Syberii                                                                      | Wymarły              |
| Chantyjsko-Mansyjska | Mansyjska                  | Mansyjski (wogulski; odmiany: północno-środkowa i południowa)    | mns       | many1249      | ~1 tys.             | od XVIII w. do dziś, głównie w Chanty-Mansyjskim Okręgu Autonomicznym, Rosja                                                                | Krytycznie zagrożony |
|                      |                            | Prafiński                                                        | ---       | brak          | 0                   | ok. 2000 p.n.e. do 500 p.n.e. na obszarze wokół Morza Bałtyckiego                                                                           | Przodek              |
|                      |                            | Prabałtofiński                                                   | ---       | brak          | 0                   | ok. 500 p.n.e. do I tysiąclecia n.e. na obszarze wokół Morza Bałtyckiego                                                                    | Przodek              |
| Fińska               | Fińska                     | Starofiński                                                      | ---       | brak          | 0                   | od I tysiąclecia n.e. do około XIII w., Finlandia                                                                                           | Wymarły              |
| Fińska               | Fińska                     | Fiński (standardowy)                                             | fin       | finn1318      | ~5,4 mln            | od XIII w. do dziś Finlandia, Szwecja | Używany              |
| Fińska               | Fińska                     | Fiński kweński (kweński)                                         | fkv       | kven1240      | ~5 tys.             | od ok. XVII-XVIII w. do dziś, w regionach Troms i Finnmark, Norwegia                                                                        | Używany              |
| Fińska               | Fińska                     | Meankielski (torndalski, meänkieli)                              | fit       | torn1240      | ~50 tys.            | od XIX w. do dziś, w dolinie rzeki Torne, w regionach: Haparanda, Övertorneå, Pajala i Kiruna, Szwecja                                      | Używany              |
|                      |                            | Prakarelskoiżorski                                               | ---       | brak          | 0                   | ok. VIII-XII wieku n.e. na obszarze wokół rzeki Newy                                                                                        | Przodek              |
|                      |                            | Prakarelski                                                      | ---       | brak          | 0                   | ok. XII-XIII wieku na zachodnim brzegu jeziora Ładoga                                                                                       | Przodek              |
| Fińska               | Fińska                     | Starokarelski                                                    | ---       | brak          | 0                   | od XIII wieku do około XVIII wieku na obszarze Karelii                                                                                      | Wymarły              |
| Fińska               | Fińska                     | Karelski (właściwy)                                              | krl       | kare1335      | ~20 tys.            | od XVIII w. do dziś, Republika Karelii, Rosja, Finlandia                                                                                    | Używany              |
| Fińska               | Fińska                     | Ołoniecki (livvi-karelski)                                       | olo       | livv1243      | ~20 tys.            | od XVIII w. do dziś, używany głównie w regionie między jeziorami Ładoga i Onega Rosja, Finlandia                                            | Używany              |
| Fińska               | Fińska                     | Ludikowski                                                       | lud       | ludi1246      | ~300                | od XVIII w. do dziś, Republika Karelii, Rosja                                                                                               | Krytycznie zagrożony |
| Fińska               | Fińska                     | Staroiżorski (staroingryjski)                                    | ---       | brak          | 0                   | od XIII wieku do około XVIII wieku na obszarze Ingrii                                                                                       | Wymarły              |
| Fińska               | Fińska                     | Ingryjski (iżorski)                                              | izh       | ingr1249      | ~300                | od XVIII w. do dziś, używany głównie w regionie Ingria, Rosja                                                                               | Krytycznie zagrożony |
|                      |                            | Prawepski                                                        | ---       | brak          | 0                   | ok. I tysiąclecia n.e. na obszarze wokół jeziora Ładoga                                                                                     | Przodek              |
| Fińska               | Fińska                     | Starowepski                                                      | ---       | brak          | 0                   | od I tysiąclecia n.e. do ok. XVIII w. na obszarze Karelii i północno-zachodniej Rosji                                                       | Wymarły              |
| Fińska               | Fińska                     | Wepski                                                           | vep       | veps1240      | ~3 tys.             | od XVIII w. do dziś, używany głównie w Republice Karelii, obwodach leningradzkim i wołogodzkim, Rosja                                       | Krytycznie zagrożony |
| Fińska               | Fińska                     | Starowotycki                                                     | ---       | brak          | 0                   | od XIII w. do ok. XVIII w. na obszarze Ingrii                                                                                               | Wymarły              |
| Fińska               | Fińska                     | Wotycki (wodzki)                                                 | vot       | voti1243      | <20                 | od XVIII w. do dziś; Ingria Rosja | Krytycznie zagrożony |
| Fińska               | Fińska                     | Krewiński                                                        | zkv       | krev1234      | 0                   | od XV do poł. XIX w., Bauska w Kurlandii Łotwa                                                                                              | Wymarły              |
|                      |                            | Praliwoński                                                      | ---       | brak          | 0                   | ok. I tysiąclecia n.e. na obszarze dzisiejszej Łotwy i Estonii                                                                              | Przodek              |
| Fińska               | Fińska                     | Staroliwoński                                                    | ---       | brak          | 0                   | od XIII w. do około XVIII w. na obszarze Liwonii                                                                                            | Wymarły              |
| Fińska               | Fińska                     | Liwski (liwoński)                                                | liv       | livv1244      | <50                 | od XVIII w. do dziś, Liwonia Łotwa | Krytycznie zagrożony |
| Fińska               | Fińska                     | Wczesnoestoński                                                  | ---       | brak          | 0                   | XI i XII w., Estonia | Wymarły              |
| Fińska               | Fińska                     | Średnioestoński                                                  | ---       | brak          | 0                   | XIII-XV w., Estonia | Wymarły              |
| Fińska               | Fińska                     | Wczesno-nowoczesno-estoński                                      | ---       | brak          | 0                   | XVI-XIX w., Estonia | Wymarły              |
| Fińska               | Fińska                     | Estoński (standardowy)                                           | est       | esto1258      | ~1,1 mln            | od XIX w. do dziś, Estonia, Rosja | Używany              |
| Fińska               | Fińska                     | Południowoestoński (wyruski, võro)                               | vro       | sout2679      | ~130 tys.           | od średniowiecza do dziś Estonia | Używany              |
|                      |                            | Pralapoński (prasamski)                                          | ---       | brak          | 0                   | od około 1500 p.n.e. do około 500 n.e. na obszarze północnej Skandynawii, Finlandii i północno-zachodniej Rosji                             | Przodek              |
| Fińska               | Samska (Lapońska, Saamska) | Północnosamski (północnolapoński)                                | sme       | nort2671      | ~25 tys.            | od ok. XIV-XV w. do dziś; Norwegia, Szwecja, Finlandia                                                                                      | Używany              |
| Fińska               | Samska (Lapońska, Saamska) | Pite (pite-samski)                                               | sje       | pite1240      | <30                 | od ok. XVI w. do dziś Szwecja, Norwegia | Krytycznie zagrożony |
| Fińska               | Samska (Lapońska, Saamska) | Lule (lule-samski)                                               | smj       | lule1254      | ~650                | od ok. XVI w. do dziś, Szwecja, Norwegia | Krytycznie zagrożony |
| Fińska               | Samska (Lapońska, Saamska) | Południowosamski (południowolapoński)                            | sma       | sout2674      | ~500                | od ok. 1200 r. n.e. do dziś, Szwecja, Norwegia                                                                                              | Krytycznie zagrożony |
| Fińska               | Samska (Lapońska, Saamska) | Ume (ume-samski)                                                 | sju       | umes1235      | <20                 | od XVI w. do dziś Szwecja, Norwegia | Krytycznie zagrożony |
| Fińska               | Samska (Lapońska, Saamska) | Inaryjski (inari-samski)                                         | smn       | inar1241      | ~300                | od XVI w. do dziś, Finlandia | Krytycznie zagrożony |
| Fińska               | Samska (Lapońska, Saamska) | Kemi (kemi-samski)                                               | sjk       | kemi1239      | 0                   | od ok. XIV w. do pocz. XX w., Finlandia | Wymarły              |
| Fińska               | Samska (Lapońska, Saamska) | Skolt (skolto-samski)                                            | sms       | skol1241      | ~300                | od ok. XV–XVI w. do dziś, Finlandia, Rosja                                                                                                  | Krytycznie zagrożony |
| Fińska               | Samska (Lapońska, Saamska) | Akkala (akkala-samski)                                           | sia       | akka1237      | 0                   | od ok. XII do pocz. XXI w. Rosja | Wymarły              |
| Fińska               | Samska (Lapońska, Saamska) | Kildyński (kildin-samski)                                        | sjd       | kild1236      | ~350                | od XVII w. do dziś Rosja | Krytycznie zagrożony |
| Fińska               | Samska (Lapońska, Saamska) | Terski (tersko-samski)                                           | sjt       | ters1235      | 2                   | od XVII w. do dziś Rosja | Krytycznie zagrożony |
|                      |                            | Pramaryjski                                                      | ---       | brak          | 0                   | między I a V wiekiem n.e. na obszarze nadwołżańskim                                                                                         | Przodek              |
| Mari                 | Maryjska                   | Maryjski (czeremiski)                                            | chm       | mari1278      | ~400 tys.           | od V w. do dziś Rosja | Używany              |
| Mari                 | Maryjska                   | Wschodniomaryjski (maryjski łąkowy)                              | mhr       | east2328      | ~360 tys.           | Rosja | Używany              |
| Mari                 | Maryjska                   | Zachodniomaryjski (maryjski górski)                              | mrj       | west2392      | ~20 tys.            | Rosja | Używany              |
|                      |                            | Pramordwiński                                                    | ---       | brak          | 0                   | od ok. 1000–500 p.n.e. do ok. 500 r. n.e., obszary dorzecza Wołgi i Oki                                                                     | Przodek              |
| Mordwińska           | Mordwińska                 | Erzański (erzja)                                                 | myv       | erzy1239      | ~500 tys.           | od ok. 500-1000 n.e. do dziś, Rosja | Używany              |
| Mordwińska           | Mordwińska                 | Mokszański (moksza)                                              | mdf       | moks1248      | ~300 tys.           | od ok. 500-1000 n.e. do dziś, Rosja | Używany              |
|                      |                            | Prapermski (prapermiacki)                                        | ---       | brak          | 0                   | od ok. 2000–1000 p.n.e. do pierwszych wieków n.e.                                                                                           | Przodek              |
| Permska              | Komiacka                   | Komi-permiacki                                                   | koi       | komi1267      | ~60 tys.            | Rosja | Używany              |
| Permska              | Komiacka                   | Komi-jazwański                                                   | ---       | komi1277      | 200                 | Rosja | Krytycznie zagrożony |
| Permska              | Komiacka                   | Komi-zyriański (komi właściwy)                                   | kpv       | komi1268      | ~160 tys.           | Rosja | Używany              |
| Permska              | Udmurcka                   | Udmurcki                                                         | udm       | udmu1245      | ~500 tys.           | Rosja | Używany              |
|                      |                            | Prasamojedzki                                                    | ---       | brak          | 0                   | od ok. 2000 lat p.n.e. na obszarze południowej Syberii do I tysiąclecia n.e., w szczególności w basenie Minusińska nad górnym Jenisejem     | Przodek              |
| Samojedzka           | Południowosamojedzka       | Selkupski (ostiak-samojedzki)                                    | sel       | selk1253      | ~1 tys.             | od ok. 500-1000 n.e. do dziś, zachodnia Syberia, Rosja                                                                                      | Zagrożony            |
| Samojedzka           | Południowosamojedzka       | Kamasyjski (sajan-samojedzki)                                    | xas       | kama1366      | 0                   | od X do XX w., południowa Syberia, Rosja | Wymarły              |
| Samojedzka           | Południowosamojedzka       | Matorski                                                         | mtm       | mato1250      | 0                   | do XIX w., północne Sajany Rosja | Wymarły              |
| Samojedzka           | Północnosamojedzka         | Nieniecki (nenecki)                                              | yrk       | nene1240      | ~30 tys.            | Rosja | Używany              |
| Samojedzka           | Północnosamojedzka         | Juracki                                                          | rts       | yura1256      | 0                   | do pocz. XIX w., Syberia, na zachód od rzeki Jenisej, Rosja                                                                                 | Wymarły              |
| Samojedzka           | Północnosamojedzka         | Eniecki leśny                                                    | enf       | fore1265      | ~10                 | Rosja | Krytycznie zagrożony |
| Samojedzka           | Północnosamojedzka         | Eniecki tundrowy                                                 | enh       | enye1239      | ~15                 | Rosja | Krytycznie zagrożony |
| Samojedzka           | Północnosamojedzka         | Nganasański                                                      | nio       | ngan1291      | ~100                | Rosja | Krytycznie zagrożony |

Legenda:
- Używany: Język nadal żywy i stosowany w codziennej komunikacji.
- Zagrożony: Język z malejącą liczbą użytkowników, grozi mu wymarcie.
- Krytycznie zagrożony: Język bliski wymarciu, bardzo mało użytkowników.
- Wymarły: Język, który nie jest już używany w mowie i piśmie.
- Przodek: Język rekonstruowany jako hipotetyczny przodek współczesnych języków.

języki ugrofińskie (ok. 24 mln)
języki fińskie (ponad 9,6 mln)
języki bałtycko-fińskie (ok. 7,3 mln)
fiński (ok. 6 mln)
estoński (ok. 1,1 mln)
karelski (ok. 200 tys.)
võro (ok. 70 tys.)
wepski (ok. 5 tys.)
ingryjski (ok. 0,2 tys.)
wotycki (ok. 0,1 tys.)
liwski (ok. 0,1 tys.)
języki wołżańskie (ok. 1,5 mln)
maryjski (czeremiski) (ok. 550 tys.)
mordwiński (ok. 900 tys.) w tym:
erzja (ok. 500 tys.)
moksza (ok. 400 tys.)
języki permskie (ok. 1,2 mln)
komi (ok. 500 tys.)
komi właściwy (komi-zyriański) (ok. 345 tys.)
komi-permiacki (ok. 150 tys.)
udmurcki (ok. 700 tys.)
saamski (ok. 35 tys.)
języki ugryjskie (ponad 14 mln)
chantyjski (ok. 20 tys.)
mansyjski (wogulski) (ok. 8 tys.)
węgierski (ok. 14 mln)
języki samojedzkie (samodyjskie) (30 tys.)
języki północnosamojedzkie
juracki (nieniecki) (25 tys.)
nganasański (tawgi-samojedzki) (700)
eniecki (jenisej-samojedzki) (200)
języki południowosamojedzkie
selkupski (ostiak-samojedzki) (2 tys.)
kamasyjski (sajan-samojedzki) †
(język jukagirski) (0,7 tys.)

## Porównanie
| polski  | proto-uralski | fiński | estoński | północnosaamski | erzjański | maryjski | komi   | chantyjski | mansyjski | węgierski  | nieniecki |
| ------- | ------------- | ------ | -------- | --------------- | --------- | -------- | ------ | ---------- | --------- | ---------- | --------- |
| ogień   | *tuli         | tuli   | tuli     | dolla           | tol       | tul      | tyl-   | -          | -         | -          | tu        |
| ryba    | *kala         | kala   | kala     | guolli          | kal       | kol      | -      | kul        | kul       | hal        | xalya     |
| gniazdo | *pesä         | pesä   | pesa     | beassi          | pize      | pəžaš    | poz    | pel        | pit'ii    | fészek     | pyidya    |
| ręka    | *käti         | käsi   | käsi     | giehta          | ked´      | kit      | ki     | köt        | kaat      | kéz        | -         |
| oko     | *śilmä        | silmä  | silm     | čalbmi          | śel´me    | šinča    | śin    | sem        | sam       | szem       | sæw°      |
| żyła    | *sïxni        | suoni  | soon     | suotna          | san       | šün      | sën    | Lan        | taan      | -          | te'       |
| kość    | *luwi         | luu    | luu      | -               | lovaža    | lu       | ly     | loγ        | luw       | -          | le        |
| wątroba | *mïksa        | maksa  | maks     | -               | makso     | mokš     | mus    | muγəl      | maat      | máj        | mud°      |
| iść     | *meni-        | mennä  | minema   | mannat          | -         | mija-    | mun-   | mən-       | men-      | megy-/men- | myin-     |
| żyć     | *elä-         | elää   | elama    | eallit          | eŕa-      | ila-     | ol-    | -          | -         | él-        | yilye-    |
| umrzeć  | *kaxli-       | kuolla | koolma   | -               | kulo-     | kola-    | kul-   | kol-       | kool-     | hal-       | xa-       |
| myć     | *mośki-       | -      | mõskma   | -               | muśke-    | muška-   | myśky- | -          | -         | mos-       | masø-     |